# Vsetínské vrchy
Vsetínské vrchy jsou plochá hornatina o rozloze 338 km² a střední výšce 593 m n. m. Jde o geomorfologický podcelek tvořený flyšovými souvrstvími Hostýnsko-vsetínské hornatiny. Patří do vnějších Západních Karpat do podcelku Západních Beskyd. Od Hostýnských vrchů a Javorníků jsou odděleny protékající Vsetínskou Bečvou. Středem pohoří se táhne hřbet s vrcholy Cáb (841 m), Soláň (861 m) a nejvyšší horou pohoří Vysoká (1024 m).
Jedná se o oblast známou častými sesuvy půdy.

## Geologie
Podloží Vsetínských vrchů je tvořeno především flyšovými horninami račanské jednotky magurské skupiny příkrovů, v úzkém pruhu před čelem magurského příkrovu se vyskytují horniny předmagurské jednotky vnější skupiny příkrovů.

## Geomorfologie
Vsetínské vrchy jsou geomorfologickým podcelkem Hostýnsko-vsetínské hornatiny, která je geomorfologickým celkem Západních Beskyd. Ty jsou geomorfologickou oblastí Vnějších Západních Karpat, které jsou geomorfologickou subprovincií geomorfologické provincie Západní Karpaty. Ty jsou částí geomorfologického subsystému Karpat. Vsetínské vrchy se dělí na čtyři geomorfologické okrsky: Valašskobystřickou vrchovinu, Soláňský hřbet, Hornobečevskou vrchovinu a Vsetínskobečevskou nivu.

## Hydrologie
Ve Vsetínských vrších pramení řeky Rožnovská Bečva a Vsetínská Bečva, které se ve Valašském Meziříčí slévají a vytváří Bečvu, která se vlévá do Moravy. Dále zde pramení Bílá Ostravice, jež se slévá s Černou Ostravicí a tvoří Ostravici, která se vlévá do Odry.

## Ochrana přírody
Ve Vsetínských vrších leží část CHKO Beskydy.

### Maloplošná chráněná území
Na území Vsetínských vrchů se nachází celkem 17 maloplošných chráněných území, z toho 4 přírodní rezervace a 13 přírodních památek.
- PR Halvovský potok
- PR Klenov
- PR Kutaný
- PR Losový
- PP Brodská
- PP Ježůvka
- PP Louka pod Rančem
- PP Louky pod Štípou
- PP Lúčky - Roveňky
- PP Mokřady Vesník
- PP Růžděcký Vesník
- PP Skálí
- PP Smradlavá
- PP Svantovítova skála
- PP U Vaňků
- PP Vachalka
- PP Vršky - Díly

### Chráněná území soustavy Natura 2000
Ve Vsetínský vrších byla vyhlášena 4 chráněná území soustavy Natura 2000, jedna Ptačí oblast (PO) a 3 Evropsky významné lokality (EVL).
- PO Horní Vsacko
- EVL Beskydy (část)
- EVL Kotrlé
- EVL Nad Jasenkou

## Turistické zajímavosti
- Zámek Vsetín - původně renesanční, nyní klasicistní zámek s anglickým parkem, od roku 1975 Muzeum regionu Valašsko.
- Soláň - „vrch umělců“ přebývali a scházeli se zde významní malíři, spisovatelé a hudební skladatelé.
- Velké Karlovice - obec s dochovanou dřevěnou valašskou architekturou zapsanou jako kulturní památky.